# WWE Studios
WWE Studios è un'azienda statunitense dedita alla produzione cinematografica, fondata da Vince McMahon nel 2002 come parte del gruppo WWE.

## Filmografia
| Anno | Film                                              | Casa produttrice                                        | Wrestler protagonista                                                       |
| ---- | ------------------------------------------------- | ------------------------------------------------------- | --------------------------------------------------------------------------- |
| 2002 | Il Re Scorpione                                   | Universal Pictures                                      | The Rock                                                                    |
| 2003 | Il tesoro dell'Amazzonia                          | Universal Pictures                                      | The Rock                                                                    |
| 2004 | A testa alta                                      | Metro Goldwyn-Mayer                                     | The Rock                                                                    |
| 2006 | Il collezionista di occhi                         | Lions Gate                                              | Kane                                                                        |
| 2006 | Presa mortale                                     | 20th Century Fox                                        | John Cena                                                                   |
| 2006 | La gang di Gridiron                               | Original Film                                           | The Rock                                                                    |
| 2007 | L'isola della morte                               | Lions Gate                                              | Steve Austin                                                                |
| 2009 | Dietro le linee nemiche III                       | 20th Century Fox                                        | Mr. Kennedy                                                                 |
| 2009 | 12 Round                                          | 20th Century Fox                                        | John Cena                                                                   |
| 2009 | Presa mortale 2                                   | 20th Century Fox                                        | Ted DiBiase Jr.                                                             |
| 2010 | Legendary                                         | Samuel Goldwyn                                          | John Cena                                                                   |
| 2010 | Testa di cavolo                                   | Samuel Goldwyn                                          | Big Show                                                                    |
| 2011 | In gita per caso                                  | Samuel Goldwyn                                          | Triple H                                                                    |
| 2011 | That's What I Am                                  | Samuel Goldwyn                                          | Randy Orton                                                                 |
| 2011 | Amicizia a rischio                                | Samuel Goldwyn                                          | Triple H                                                                    |
| 2011 | The Reunion                                       | Samuel Goldwyn                                          | John Cena                                                                   |
| 2012 | Oltre ogni regola                                 | Entertainment One                                       | Edge                                                                        |
| 2012 | The Day                                           | Anchor Bay                                              |                                                                             |
| 2012 | Barricade                                         | WWE Studios                                             |                                                                             |
| 2013 | Presa mortale 3                                   | 20th Century Fox                                        | The Miz                                                                     |
| 2013 | Il sapore della vendetta                          | Film District                                           | Wade Barrett                                                                |
| 2013 | The Call                                          | TriStar Pictures                                        | David Otunga                                                                |
| 2013 | No One Lives                                      | Anchor Bay                                              | Brodus Clay                                                                 |
| 2013 | Ancora 12 Round                                   | 20th Century Fox                                        | Randy Orton                                                                 |
| 2013 | Christmas Bounty                                  | Warner Bros.                                            | The Miz                                                                     |
| 2014 | Scooby-Doo! e il mistero del wrestling            | Warner Bros.                                            |                                                                             |
| 2014 | Leprechaun: Origins                               | Lionsgate                                               | Hornswoggle                                                                 |
| 2014 | Il collezionista di occhi 2                       |                                                         | Kane                                                                        |
| 2014 | Queens of the Ring                                |                                                         | CM Punk, Eve Torres e The Miz                                               |
| 2014 | La guerra dei papà                                | 20th Century Fox                                        | Santino Marella                                                             |
| 2015 | I Flintstones e la WWE: Botte da Orbi             | Warner Bros.                                            | Vari                                                                        |
| 2015 | The Marine 4: Moving Target                       | 20th Century Fox                                        | The Miz, Summer Rae                                                         |
| 2015 | Vendetta                                          | Lionsgate                                               | Big Show                                                                    |
| 2015 | 12 Rounds 3: Lockdown                             | Lionsgate                                               | Dean Ambrose                                                                |
| 2015 | The Condemned 2                                   | Lionsgate                                               | Randy Orton                                                                 |
| 2015 | Il piccolo aiutante di Babbo Natale               | 20th Century Fox                                        | The Miz, Paige                                                              |
| 2016 | Surf's Up 2: WaveMania                            | Sony Pictures Animation                                 | John Cena, The Undertaker, Triple H, Paige, Vince McMahon                   |
| 2016 | Countdown - Conto alla rovescia                   | Lionsgate                                               | Dolph Ziggler, Kane, Lana, Rusev, Vari                                      |
| 2016 | Scooby-Doo! e WWE - La corsa dei mitici Wrestlers | Warner Bros. Studios                                    | The Miz, The Undertaker, John Cena, Sheamus, Emma, Triple H, Mr. McMahon    |
| 2016 | Incarnate - Non potrai nasconderti                | BH Tilt                                                 | Mark Henry                                                                  |
| 2016 | Eliminators - Senza regole                        | Universal Pictures                                      | Wade Barrett                                                                |
| 2017 | Armed Response                                    | Erebus Pictures                                         | Seth Rollins                                                                |
| 2017 | The Marine 5: Battleground                        | 20th Century Fox                                        | The Miz, Maryse, Naomi, The Social Outcasts                                 |
| 2017 | The Jetsons & WWE - Robo-WrestleMania!            | Warner Bros. Studios                                    | vari                                                                        |
| 2018 | The Marine 6: Close Quarters                      | 20th Century Fox                                        | The Miz, Becky Lynch, Shawn Michaels                                        |
| 2018 | Blood Brother                                     | CodeBlack Films                                         | R-Truth                                                                     |
| 2019 | Una famiglia al tappeto                           | Seven Bucks Productions, Misher Films, Channel 4, Film4 | Paige, The Rock, Sheamus, Big Show, The Miz                                 |
| 2020 | Sognando il ring                                  | Netflix                                                 | The Miz, Sheamus, Keith Lee, Kofi Kingston, Otis, Renee Young, Corey Graves |
| 2021 | In fuga da Undertaker                             | Netflix                                                 | Big E, Xavier Woods e Kofi Kingston                                         |
| 2022 | Steve - Un mostro a tutto ritmo                   | Netflix                                                 | vari                                                                        |